# Parata dei nominati agli Oscar
Parata dei nominati agli Oscar (Parade of the Award Nominees) è un film del 1932 diretto da Joe Grant. Si tratta di un breve cortometraggio d'animazione privo di dialoghi prodotto dalla Walt Disney Productions per la cena dei premi Oscar 1932, e proiettato in tale sede il 18 novembre 1932; sarebbe stato distribuito al pubblico solo nel 1993 in Laserdisc. Ciò nonostante, il film è degno di nota perché costituisce la prima apparizione a colori di Topolino, Minni, Clarabella e Pluto, nonché per essere stato il primo cortometraggio Disney a usare il sistema audio RCA Photophone. I colori dei personaggi non erano ancora definiti, infatti Topolino porta dei pantaloncini verdi anziché rossi, mentre il pelo di Pluto non è arancione ma grigio. Grant fu assunto alla Disney appositamente per disegnare le numerose caricature presenti nel film.

## Trama
Topolino è alla testa di una parata di candidati ai premi Oscar 1932 per il miglior attore e miglior attrice. Minni guida la banda e Clarabella lancia fiori per le celebrità, tutte presentate in forma di caricatura. Wallace Beery (per Il campione) marcia in guantoni da boxe con Jackie Cooper come suo valletto. Lynn Fontanne e Alfred Lunt (per The Guardsman) camminano insieme. Helen Hayes (per Il fallo di Madelon Claudet) si trascina sul tappeto. Fredric March (per Il dottor Jekyll) appare sia come Dr. Jekyll che come Mr. Hyde. Segue Marie Dressler (per Ingratitudine), tirandosi dietro un corsetto e una sveglia. Pluto chiude la parata.

## Distribuzione

### Edizioni home video
Dopo essere uscito in Laserdisc in America del Nord e in Giappone, il cortometraggio fu incluso come extra nel primo DVD della raccolta Topolino star a colori, facente parte della collana Walt Disney Treasures e uscita in America del Nord il 4 dicembre 2001 e in Italia il 21 aprile 2004.